# Paul De Mont
Ne doit pas être confondu avec Pol de Mont, son oncle.
Paulus (Paul) Eduardus Eugenius De Mont, alias Oslower, né le 1er juin 1895 à Ninove en Flandre Orientale où il décède le 10 novembre 1950, est un homme politique rexiste, ensuite propagandiste pacifiste belge.

## Jeunesse
Paul de Mont finit ses humanités au collège St Aloysius de Ninove et au collège St Joseph d’Alost. En 1914, il s’inscrit à la faculté de lettres et de philosophie (section de philologie germanique) à l’Université Catholique de Louvain, mais ne termine pas son année. Neveu d’un écrivain et critique populaire et littéraire, Pol de Mont, il est encouragé et incité à devenir auteur.
Il s’engage comme volontaire dans l’armée belge et en tant qu’officier il sert sur le front de fer où il perd ses deux jambes lors d’un bombardement de tranchées allemandes le 15 octobre 1917.

## Carrière théâtrale
À la suite de la guerre, Paul de Mont se marie à une Française (mademoiselle Bertrand) et après l’armistice, celle-ci resta à ses côtés. Paul de Mont va réellement commencer à écrire des petites histoires ajoutées pour les œuvres de son mentor, son parrain d’écriture qui n’est d’autre que son oncle : Pol de Mont. C’est lui qui va réellement encourager son neveu à se lancer dans ce domaine. Très vite, Paul de Mont va se passionner pour l’écriture théâtrale qu’il a découverte au front via Jan Oscar de Gruyter. Il va pour la première fois, grandement contribuer à l’élaboration d’une première œuvre : « De Schelde ». 
En 1923, il écrit De Spelbreker. C’est sa première véritable œuvre théâtrale ». À ce moment-là, Paul de Mont est décrit comme « un auteur néerlandais mais ayant un style français ». On dira alors à ce moment-là que ses dialogues « font penser aux dialogues des bons Parisiens des boulevards ». De Mont est peu à peu considéré comme un auteur d'un genre nouveau dans son domaine,.
En 1925, il publie Nuances. Cette œuvre plaide pour un nouvel humanisme et s’oppose à la guerre. Elle s’inscrit clairement dans le courant « expressionniste » Il y décrit un prince s’en allant combattre pour une guerre « fraîche et joyeuse » mais sa perception de celle-ci s’en retrouve très vite perturbée par la réalité des combats. De Mont véhicule alors un message pacifiste s’opposant à la guerre. Cette valeur de paix, il la véhiculera dans ses écrits et ce, tout au long de sa vie. C’est alors que De Mont obtient sa réputation « anti-guerre » auprès de la société flamande.
Il s’ensuit très vite Het Geding van Onze Heer et Reinaert de Vos. Ces pièces obtiennent un grand succès auprès du public. De Mont caricatura des scènes de justice. Dans Het Geding van Onze Heer, il reprendra des passages de la bible qu’il n’hésitera pas à faire réciter par des personnages caricaturés représentant les clichés de la société à son époque.
En 1927, De Mont écrit Téléscopage. Sa pièce est jouée en français, à Paris.
D’autres œuvres telles que De baldadige spekslager, De Yacht Utopie ou encore Il Vero Amico (pièce de théâtre en italien) ont également contribué à construire la renommée de Paul de Mont durant la fin des années 1920.
Paul de Mont est alors reconnu comme l’un des dramaturges les plus importants de l’entre-deux guerres. Ses œuvres militent pour la paix. Il va notamment participer à diverses conférences soutenant la paix au profit de la guerre durant cette période. Aussi, il s’engage envers une meilleure reconnaissance des droits accordés aux Flamands. C’est un dramaturge engagé et reconnu grâce à ses nombreuses œuvres véhiculant ses idées visant à améliorer la société à son image.
En plus de ses écritures théâtrales, Paul de Mont s’essaye à l’écriture de roman. Il en écrit un seul : De Bloeiende Garrde. L’histoire se déroule dans sa ville, Ninove, au courant du XIXe siècle.

## Engagement politique
Après 1930, De Mont se lance dans la politique et puis dans le journalisme. Sa popularité en tant qu’auteur et son histoire en tant que combattant de la Première Guerre Mondiale attire l’attention du mouvement Rex de Léon Degrelle.
Le 30 juin 1936, De Mont prête serment et est désigné sénateur coopté pour prendre la direction de Rex-Flandre,. Il devient ensuite rédacteur en chef de la revue De Nieuwe Staat qui paraît à partir du 1er septembre 1936,. En tant que rédacteur en chef, il oriente ses articles et discours vers le flamingantisme dont il tente de démontrer la sincérité. De Mont propose de même la fédéralisation de l’Etat belge pour résoudre les querelles communautaires. Il repère, particulièrement pour Bruxelles, une solution de la coexistence harmonieuse des flamands et des wallons.
En l’été 1936, De Mont et Degrelle s’engagent à fond dans les discussions entre Rex et Vlaamich Nationaal Verband (VNV) de Staf De Clercq, ce qui a conduit vers un commun accord entre les deux mouvements.
Deux jours plus tôt, dans un discours remarqué à Liège, De Mont avait évoqué la possibilité d'une telle alliance. Il a déclaré qu'il attendait du mouvement Rex qu'il réconcilie le Vlaams-nationalisme avec la nation belge. Dans le même discours, il prône un régime fort dirigé par le roi et un front de droite contre le "Volksfront" et toute influence marxiste. En novembre 1938, De Mont adhère au Conseil général de l'Ordre du travail, le syndicat commun à Rex et à la VNV.
Trois ans après l’engagement à Rex, Paul de Mont se rend compte que, la politique de son parti le déçoit et il démissionne le 14 février 1939,,.

## Fin de vie

### Carrière journalistique
Le 15 avril 1921, De Mont est nommé collecteur municipal par le Conseil municipal de Ninove. D'ici là, il devient rédacteur en chef de Het Algemeen Nieuws à la demande de Karel Van Wijnendaele, propriétaire du quotidien sportif Sportwereld. Il se spécialise dans les questions culturelles et éducatives tout en développant un fort réflexe flamand. À côté de son travail éditorial, De Mont publia diverses contributions dans lesquelles il démontra un fort intérêt pour les questions liées à la menace de guerre et aux armements. Ses travaux étaient principalement centrés sur le pacifisme et l'antimilitarisme et fut rassemblées dans des livres de la collection de la bibliothèque du Sportwereld. Il était reconnu comme le propagandiste flamand de la paix et prenait part à des manifestations pacifistes des hommes de lettres, en faveur de la paix. Il rédige des essais parmi lesquels figure De wereldoorlog (1934) dans lequel il défend ses convictions pacifistes.
Son statut d'auteur renommé et sa réputation en tant qu'ancien combattant invalide captent l'attention du mouvement Rex. Il se retrouvera en politique grâce au journalisme. Léon Degrelle sollicite De Mont pour diriger Rex-Vlaanderen. Le 30 juin 1936, il prêtera serment en tant que sénateur coopté du Rex.
Il devient rédacteur en chef du magazine De Nieuwe Staat, le journal de Rex-Vlaanderen. Dans ses écrits, De Mont préconisait une Belgique fédéralisée, une Flandre unilingue ainsi qu'une cohabitation harmonieuse entre Flamands et Wallons à Bruxelles. En 1939, à la suite de désaccords internes, De Mont rompt avec Rex-Vlaanderen. Constatant l'absence d'idéalisme et d'honnêteté et irrité par le "négativisme" et "l'hypercritique" de la presse rexiste, il démissionna en 1939. Il retournera de ce fait, à sa carrière journalistique.
En septembre 1939, De Mont est recruté par Gustaaf Sap comme commentateur pour De Standaard. Il publie plusieurs contributions sous le pseudonyme "Oslower". Son plaidoyer en faveur de la paix reste au cœur de son engagement journalistique. Il publia son dernier article le 10 mai 1940 à la suite de l'invasion allemande.

### Seconde Guerre Mondiale
Après la Seconde Guerre mondiale, De Mont a continué sa carrière journalistique en travaillant pour De Nieuwe Standaard ainsi que De Denderklok. Il était également vice-président du département de Ninove du Davidsfonds, cofondateur de la Guilde théâtrale de Ninove, président de la Ligue Nationale des Invalides et président de la Commission Provinciale de Littérature.
Son œuvre, Artvelde's val (1948) est saluée et lui vaut le prix triennal de la ville d'Anvers, ainsi que le prix triennal d'Etat de littérature théâtrale en 1952. Artvelde représente un personnage historique, visionnaire d'une puissance occidentale avec la Flandre comme pivot et Gand comme capitale. C'est "le premier homme d'Etat de Flandre" ayant engagé la formation des Etats de Flandre et donc joué un rôle fondamental dans la survie de la Flandre et plus tard de la Belgique.
Dans sa dernière œuvre De verrijzenis van Jezus (1949), il apporte une explication psychologique à la figure de l'apotre Thomas. Il publie également De bloeiende gaarde (1949), son seul roman qui aborde la misère sociale du 19ème siècle dans une ville fictive appelée Denderghem qui est une allusion à Ninove.

### Décès
Paul de Mont décède le 10 novembre 1950, à Ninove. A l'âge de 55 ans, il succombe à la suite de complications de santé.
Paul de Mont est reconnu parmi les siens après sa mort. Il reçoit notamment un prix d’Etat en guise de récompense pour son écriture théâtrale. De plus, la ville de Ninove a nommé une plaine à son nom. Néanmoins, son attachement politique au sein du parti Rex de Léon Degrelle nuira à sa réputation après la guerre bien qu’il ait quitté le parti avant cette dernière et qu’il ait lutté pour la paix tout au long de sa vie.

## Œuvres

### Œuvres théâtrales
- De Spelbreker (1923)
- Nuances (1925)
- Reinaert De Vos (1925)
- Het Geding van Onze Heer (1926) (jeu de la passion)
- De Baldadige Spekslager (1927)
- Smidje Smee (1927)
- Téléscopage (1927)
- De Slag der Zilveren Sporen (1928)
- De Ware Vriend (1928)
- Bartel, de Sterke Vent (1929)
- De Yacht Utopia (1929)
- De Verkiezingen van '94 (1930)
- Lamme (1930)
- Dietbrand (1930)
- Roekedekoe (1931)
- Willem de Zwijger (1933)
- De Internationale der Wapenfabrikanten (1934) (essai)
- De Wereldoorlog (1934) (essai)
- De Duvelsberg (1934)
- De Erfenis (1935)
- Tweemaal zeven (1947)
- Artevelde's val (1948)
- Cement (1948)
- De verrijzenis van Jezus (1949)[4]

### Œuvre littéraire
- De bloeiende gaarde. Kroniek van het Kloosterhof (1949) [4]

### Écrits politiques
- Ons leger in den wereldoorlog (1935)
- Rex en Vlaanderen / Léon Degrelle Paul De Mont (1936)
- Het akkoord Rex-V. N. V. en zijn nationale beteekenis (1937)[4]